# Clements Markham
Sir Clements Robert Markham, född 20 juli 1830, död 30 januari 1916 i London, var en brittisk upptäcktsresande och geograf.
Markham blev 1844 kadett i brittiska marinen, men lämnade denna 1852 som löjtnant och anställdes 1855 i Board of Control (det ämbetsverk, under vilket brittiska Ostindiska Kompaniet lydde), senare (1867-77) i statsdepartementet för Brittiska Indien. Åren 1858-87 var han sekreterare hos Hakluyt Society och 1863-88 hos Royal Geographical Society samt var 1890 det förras och 1893-1904 det senares ordförande. 
Han deltog 1850-51 i en expedition för söka efter John Franklin, undersökte 1852-54 Andernas östra sida, överförde 1860-61 odlingen av kinaträd från Sydamerika till Indien, gjorde 1865-66 en resa till Ceylon och Indien samt var 1868 anställd som geograf vid den brittiska expeditionen till Abessinien. Åren 1872-78 utgav han "Geographical Magazine".
Han författade åtskilliga skrifter, däribland Missions to Tibet (1877; andra upplagan 1879), Peru (1880), The War Between Chile and Peru 1879-82 (1882; tredje upplagan 1883), History of Peru (1892), biografier över John Davis (1889), Christofer Columbus (1892), Rikard III av England (1906) samt 20 arbeten med inledningar för Hakluyt Society.